# دیوید کاپرفیلد (فیلم ۱۹۳۵)
دیوید کاپرفیلد (به انگلیسی: David Copperfield) فیلمی ۱۳۰ دقیقه‌ای به کارگردانی جرج کیوکر با بازی دبلیو. سی. فیلدز محصول کشور ایالات متحده آمریکا است.